# The Legacy of Happiness
The Legacy of Happiness è un cortometraggio muto del 1912.

## Produzione
Il film fu prodotto dalla Essanay Film Manufacturing Company.

## Distribuzione
Distribuito dalla General Film Company, il film - un cortometraggio di una bobina - uscì nelle sale cinematografiche statunitensi il 6 giugno 1912.